# МоАЗ-6401-9585
МоАЗ-6401-9585 — самоскидний автопоїзд, що випускається Могильовським автомобільним заводом з 1971 р. Призначений для роботи в підземних виробках.
Автопоїзд обладнаний нейтралізатором відпрацьованих газів та складається з одноосного тягача МоАЗ-6401 і самоскидного напівпричепа моделі «9585». Кабіна — суцільнометалева, одномісна, закритого типу.

## Застосування
Автопоїзд МоАЗ-6401-9585 призначений для транспортних робіт на будівництві меліоративних і гідротехнічних споруд, а також для прокладки каналів.

## Технічні характеристики
| Параметр                          | Параметр                          | Характеристика                                                          | Характеристика                                                          |
| --------------------------------- | --------------------------------- | ----------------------------------------------------------------------- | ----------------------------------------------------------------------- |
| Вантажопідйомність, кг            | Вантажопідйомність, кг            | 20 000                                                                  | 20 000                                                                  |
| Власна маса, кг                   | Власна маса, кг                   | 18 000                                                                  | 18 000                                                                  |
| Повна маса, кг                    | на передню вісь                   | 19 400                                                                  | 38 000                                                                  |
| Повна маса, кг                    | на задню вісь                     | 18 600                                                                  | 38 000                                                                  |
| Габаритні розміри, мм             | довжина                           | 8 430                                                                   | 8 430                                                                   |
| Габаритні розміри, мм             | ширина                            | 2 850                                                                   | 2 850                                                                   |
| Габаритні розміри, мм             | висота                            | 2 680                                                                   | 2 680                                                                   |
| База, мм                          | База, мм                          | 4 450                                                                   | 4 450                                                                   |
| Колія передніх і задніх коліс, мм | Колія передніх і задніх коліс, мм | 2 320                                                                   | 2 320                                                                   |
| Максимальна швидкість, км/год     | Максимальна швидкість, км/год     | 40                                                                      | 40                                                                      |
| Двигун                            | Двигун                            | ЯМЗ-238К, дизельний, чотирьохтактний, восьмициліндровий, V-подібний     | ЯМЗ-238К, дизельний, чотирьохтактний, восьмициліндровий, V-подібний     |
| Максимальна потужність, к. с.     | Максимальна потужність, к. с.     | 190                                                                     | 190                                                                     |
| Коробка передач                   | Коробка передач                   | гідромеханічна з чотирма ступенями переднього і заднього ходу           | гідромеханічна з чотирма ступенями переднього і заднього ходу           |
| Головна передача                  | Головна передача                  | подвійна, центральна конічна зі спіральними зубами і колісна планетарна | подвійна, центральна конічна зі спіральними зубами і колісна планетарна |
| Рульовий механізм                 | Рульовий механізм                 | гідромеханічний                                                         | гідромеханічний                                                         |
| Гальма                            | робочі                            | барабанні з пневматичним приводом                                       | барабанні з пневматичним приводом                                       |
| Гальма                            | стоянникові                       | з механічним приводом                                                   | з механічним приводом                                                   |
| Розмір шин                        | Розмір шин                        | 18,00 — 25                                                              | 18,00 — 25                                                              |
| Підйомний механізм                | Підйомний механізм                | гідравлічний з двома триступінчастими циліндрами                        | гідравлічний з двома триступінчастими циліндрами                        |